# Station Buk
Station Buk is een spoorwegstation in de Poolse plaats Buk.